# Boyania
Boyania é um género botânico pertencente à família Melastomataceae.